# Voznîci, Ovruci
Voznîci (în ucraineană Возничі) este un sat în comuna Luceankî din raionul Ovruci, regiunea Jîtomîr, Ucraina.

## Demografie
Componența lingvistică a localității Voznîci
     Ucraineană (99,53%)
     Alte limbi (0,47%)
Conform recensământului din 2001, majoritatea populației localității Voznîci era vorbitoare de ucraineană (99,53%), existând în minoritate și vorbitori de alte limbi.